# Against tha Grain
Against tha Grain (o Against the Grain) è il quarto album in studio del rapper statunitense Kurupt, pubblicato nel 2005.

## Tracce
1. Intro – 0:54
2. Speak On It (feat. Val C) – 4:05
3. Anarchy '87 – 4:15
4. Throw Back Muzic '86 – 4:12
5. Deep Dishes – 4:52
6. Stalkin' – 4:00
7. Can You Feel It (feat. Plotion) – 4:48
8. Slide N Slide Out (feat. Eastwood, Big Tri & Young Tone) – 3:42
9. I'm Back – 4:49
10. Jealously (feat. Roscoe & M.O.P.) – 4:42
11. Tha Past (feat. Dave Hollister) – 4:46
12. My Homeboys (Back to Back) (feat. 2Pac & Eastwood) – 4:46
13. Bullshit & Nonsense (feat. Spider Loc & Eastwood) – 4:16
14. Calico (feat. The Dayton Family) – 4:52
15. Hustlin' (feat. Big Tri & Young Tone) – 3:46
16. It's a Warp – 2:59
17. You Fuckin' with the Best (feat. Domination) – 4:08
18. Outro – 0:22